# John Sheridan
John Joseph Sheridan, född 1 oktober 1964 i Stretford i Greater Manchester, är en irländsk före detta professionell fotbollsspelare och nuvarande tränare. Han är sedan 2020 tränare i Swindon Town.

## Spelarkarriär
Sheridan började sin 22-åriga fotbollskarriär i Leeds United som en framgångsrik mittfältare och spelade dessutom för bland andra Sheffield Wednesday och Oldham Athletic. Under sin spelarkarriär från 1982 till 2004 spelade han för sju olika klubbar, totalt 621 ligamatcher och gjorde 89 ligamål.
Sheridan spelade dessutom för irländska landslaget 34 gånger och gjorde 5 mål mellan 1988 och 1995.

## Tränarkarriär
Sheridan har efter spelarkarriären arbetat som fotbollstränare för Oldham Athletic, Chesterfield, Plymouth Argyle, Newport County, Notts County, Fleetwood Town, Carlisle United, Chesterfield, Waterford, Wigan Athletic och Swindon Town.